# 2002 PE153
2002 PE153 est un objet transneptunien faisant partie des cubewanos. 

## Caractéristiques
2002 PE153 mesure environ 221 km de diamètre, son orbite est encore mal connue.